# Järnvägspost
Järnvägspost är post som befordras med järnväg. Den första järnvägspostförbindelsen fanns mellan Liverpool och Manchester i Storbritannien. 

## Sverige

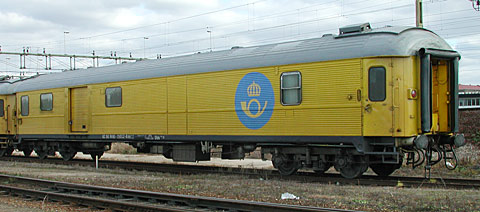
Svensk postvagn av äldre typ

I Sverige infördes järnvägspost mellan Malmö och Lund 1856. 1862 öppnades Västra stambanan mellan Stockholm och Göteborg varvid den första postkupéexpeditionen inrättades.
1968 genomförde Statens Järnvägar (SJ) en stor omläggning av tågföringen och antalet postkupéer minskades från 147 till 39 st. Sedan 1996 sker ingen sortering av post ombord på tåg, utan all sortering sker vid fasta postkontor.

### Svenska järnvägspoststämplar
- 1862-1868: Stämpeln betecknade bansträckning, till exempel West.St-Banan, från 1864 W.S.B.
- 1868-1900: PKXP (förkortning för postkupéexpedition) + nummer beroende på bansträckning
- 1900-1914: PLK (postiljonskupéexpedition)
- 1914-f.f.: PKP (postkupé)

Parallellt med de ovan nämnda förkortningarna användes också 1903-1986 beteckningarna FKMP (fack med bevakning av postiljon) och FKMB (fack med bevakning).

## Österrike

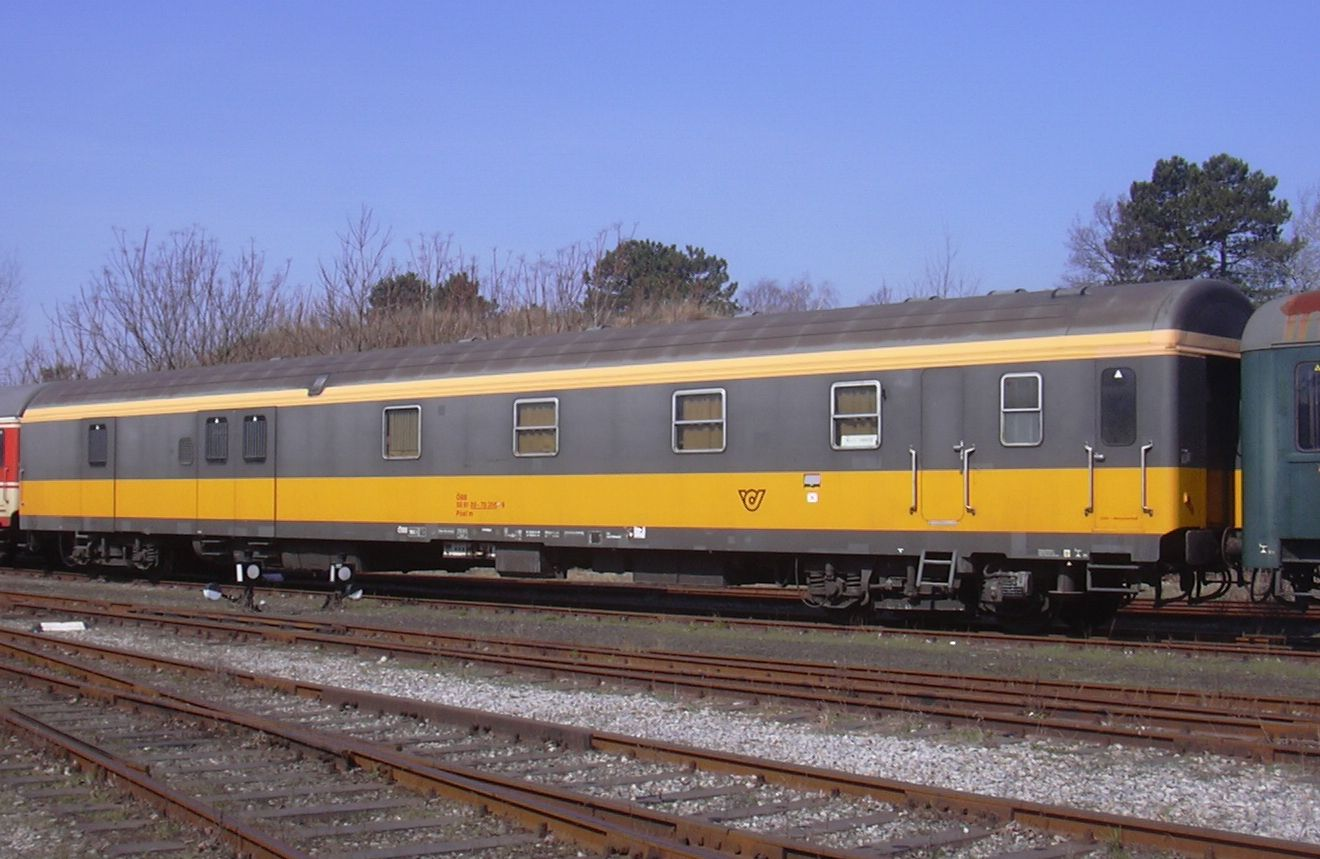
Postvagn från Österrike

Den första järnvägsposttransporten gick 1850 mellan Wien och dåvarande Oderberg (nuvarande Bohumin). År 1914 hade man 700 postvagnar i drift och efter Nazitysklands Anschluss år 1938 kom vagnparken att ingå i Deutsche Reichspost. Efter andra världskriget övertog det österrikiska postverket transporterna. De upphörde helt 2004 och alla järnvägstransporter lades om till lastbilsbefordran.